# Patricio Zuquilanda
Patricio Zuquilanda Duque (Guayaquil, 17 de diciembre de 1947) es un político y diplomático ecuatoriano, que se desempeñó como Ministro de Relaciones Exteriores de Ecuador entre 2003 y 2005. 

## Biografía
Nació en Guayaquil en 1947, hijo José Zuquilanda, militar héroe de la Guerra contra Perú. Se licenció en Ciencias Públicas y Sociales de la Universidad Central de Ecuador, en la cual también se doctoró en Jurisprudencia.
Comenzó su carrera en el sector público como coordinador General del Ministerio de Finanzas y Crédito Público, entre 1974 y 1975. Posteriormente se desempeñó como Ministro Consejero de Ecuador en Estados Unidos, Egipto y Colombia, adjunto a las Embajadas en Estados Unidos y Colombia, representante alterno de Ecuador ante la Organización de Estados Americanos y el Banco Interamericano de Desarrollo. Así mismo, fue embajador en Singapur, Corea del Sur, Tailandia, Malasia y Egipto.
En agosto de 2003, durante el Gobierno de Lucio Gutiérrez fue designado como Ministro de Relaciones Exteriores de Ecuador. Durante su paso por el ministerio se presentaron irregularidades en la designación de la cuota política del servicio exterior y el escándalo por la venta de un Mercedes-Benz exento de impuestos al ministerio 47 días después de entrar al país, cuando la ley obliga que pasen 4 años. Zuquilanda negó las acusaciones.
Tras la caída del poder de Gutiérrez, fue censurado por el Congreso, acusado del hundimiento de 8 barcos por parte de Estados Unidos y de apoyar el Plan Colombia. 
Entre 2007 y 2010 fue el Representante Permanente de la Organización de Estados Americanos en Costa Rica. En 2013 se convirtió en vicepresidente del Partido Sociedad Patriótica y en las elecciones presidenciales de Ecuador de 2017 fue candidato por este movimiento, quedando en séptimo puesto.